# Bill Robertson
Bill Robertson (22 de agosto de 1984 en Mánchester) es un exfutbolista y entrenador inglés, que jugó como defensor. Actualmente dirige al Napier City Rovers de la Premiership de Nueva Zelanda.

## Carrera
Debutó en 2006 en el Rossendale United, donde jugó una sola temporada. En 2007 partió a Nueva Zelanda para jugar en el Canterbury United, club en el que permaneció hasta que en 2009 fue contratado por el Hawke's Bay United. En 2013, de cara a la Liga de Campeones de la OFC, el Waitakere United lo contrató por dos meses, regresando al Hawke's Bay a mediados de año. En 2014 firmó con el Team Wellington, con el que ganó la liga neozelandesa en 2015-16 y 2016-17. En 2017 regresó al Hawke's Bay.

### Clubes
| Club                      | País          | Año           | Partidos | Goles |
| ------------------------- | ------------- | ------------- | -------- | ----- |
| Rossendale United         | Inglaterra    | 2006-2007     |          |       |
| Canterbury United Dragons | Nueva Zelanda | 2007-2009     | 34       | 1     |
| Hawke's Bay United        | Nueva Zelanda | 2009-2014     | 54       | 5     |
| Team Wellington           | Nueva Zelanda | 2014-2017     | 69       | 11    |
| Hawke's Bay United        | Nueva Zelanda | 2017-2018     | 18       | 1     |
| Waitakere United          | Nueva Zelanda | 2018          | 9        | 0     |
| Team Wellington           | Nueva Zelanda | 2019-presente | 5        | 0     |

## Palmarés
| Título          | Club            | País          | Año     |
| --------------- | --------------- | ------------- | ------- |
| ASB Premiership | Team Wellington | Nueva Zelanda | 2015-16 |
| SS Premiership  | Team Wellington | Nueva Zelanda | 2016-17 |